# Liga de Campeones Árabe 1994
La Liga de Campeones Árabe 1994 es la décima edición de este torneo de fútbol a nivel de clubes árabes organizada por la UAFA y que contó con la participación de 8 equipos representantes de África del Norte, Medio Oriente y África del Este.
El Al-Hilal FC de Arabia Saudita venció al Al-Ittihad, también de Arabia Saudita en la final disputada en Riad para ganar el título por primera vez en la primera final disputada entre 2 equipos del mismo país.

## Fase de grupos
Todos los partidos se jugaron en Riad, Arabia Saudita.

### Grupo A
| Local                | Resultado | Visitante            |
| -------------------- | --------- | -------------------- |
| Al-Ittihad           | 1-1       | CA Bizertin          |
| Al-Ittihad           | 1-0       | Al Merreikh Omdurmán |
| Al-Ittihad           | 2-1       | Al Ittihad           |
| CA Bizertin          | 1-0       | Al Merreikh Omdurmán |
| CA Bizertin          | 0-1       | Al Ittihad           |
| Al Merreikh Omdurmán | 2-1       | Al Ittihad           |

| Club                 | G | E | P | GF | GC | Pts. |
| -------------------- | - | - | - | -- | -- | ---- |
| Al-Ittihad           | 2 | 1 | 0 | 4  | 2  | 7    |
| CA Bizertin          | 1 | 1 | 1 | 2  | 2  | 4    |
| Al Ittihad           | 1 | 0 | 2 | 3  | 4  | 3    |
| Al Merreikh Omdurmán | 1 | 0 | 2 | 2  | 3  | 3    |

### Grupo B
| Local       | Resultado | Visitante    |
| ----------- | --------- | ------------ |
| Al-Hilal FC | 1-0       | JS Kabylie   |
| Al-Hilal FC | 3-1       | Al Arabi     |
| Al-Hilal FC | 6-1       | Shabab Rafah |
| JS Kabylie  | 3-2       | Al Arabi     |
| JS Kabylie  | 4-1       | Shabab Rafah |
| Al Arabi    | 3-1       | Shabab Rafah |

| Club         | G | E | P | GF | GC | Pts. |
| ------------ | - | - | - | -- | -- | ---- |
| Al-Hilal FC  | 3 | 0 | 0 | 10 | 1  | 9    |
| JS Kabylie   | 2 | 0 | 1 | 7  | 4  | 6    |
| Al Arabi     | 1 | 0 | 2 | 6  | 7  | 3    |
| Shabab Rafah | 0 | 0 | 3 | 3  | 13 | 0    |

## Fase final
|  | Semifinales     | Semifinales |   |  | Final               | Final |  |
|  |                 |             |   |  |                     |       |  |
|  |                 |             |   |  |                     |       |  |
|  | Riad            |             |   |  |                     |       |  |
|  | Al-Hilal FC     | 4           |   |  |                     |       |  |
|  | CA Bizertin     | 1           |   |  |                     |       |  |
|  |                 |             |   |  |                     |       |  |
|  |                 |             |   |  | Riad                |       |  |
|  |                 |             |   |  | Al-Hilal FC (4-3 p) | 0     |  |
|  |                 | Al-Ittihad  | 0 |  |                     |       |  |
|  |                 |             |   |  |                     |       |  |
|  |                 |             |   |  |                     |       |  |
|  |                 |             |   |  | Tercer lugar        |       |  |
|  | Riad            |             |   |  |                     |       |  |
|  | Al-Ittihad (TE) | 3           |   |  |                     |       |  |
|  | JS Kabylie      | 1           |   |  |                     |       |  |

## Campeón
| Liga de Campeones Árabe 1994 |
| ---------------------------- |
| Bandera de Arabia Saudita    |
| Al-Hilal FC 1.er título      |